# Syrphidae
I Sirfidi (Syrphidae Latreille, 1802) sono una vasta e cosmopolita famiglia di insetti dell'ordine dei Ditteri (Brachycera: Cyclorrhapha) comprendente oltre 6000 specie. È caratterizzata da una spiccata eterogeneità, sia nella morfologia di tutti gli stadi, sia nell'etologia degli stadi giovanili.
L'importanza di questa famiglia è dovuta a due distinti aspetti: gli adulti sono tra i più comuni e diffusi insetti impollinatori, secondi per importanza solo agli Imenotteri Apoidei; inoltre, le larve di molte delle sue specie sono predatrici attivissime di insetti fitofagi, in particolare degli Afidi. Nella loro generalità, i Sirfidi rientrano perciò fra gli insetti ausiliari di maggiore importanza. Nell'ambito della famiglia si riscontra una marcata eterogeneità nella biologia delle larve, per quanto l'aspetto accennato sia fondamentalmente il più importante nell'ambito dell'Entomologia applicata.
In inglese sono noti con due differenti nomi comuni. Fra i britannici ricorre il nome di hover flies, dove hover indica il tipico volo stazionario degli elicotteri. Fra gli statunitensi è invece frequente il nome flower flies (flower, "fiore"), che fa riferimento alla frequenza con cui i Sirfidi si rinvegono sui fiori. Le larve delle forme acquatiche sono note, in italiano come "vermi a coda di topo", per il singolare sviluppo del sifone respiratorio.

## Morfologia degli adulti

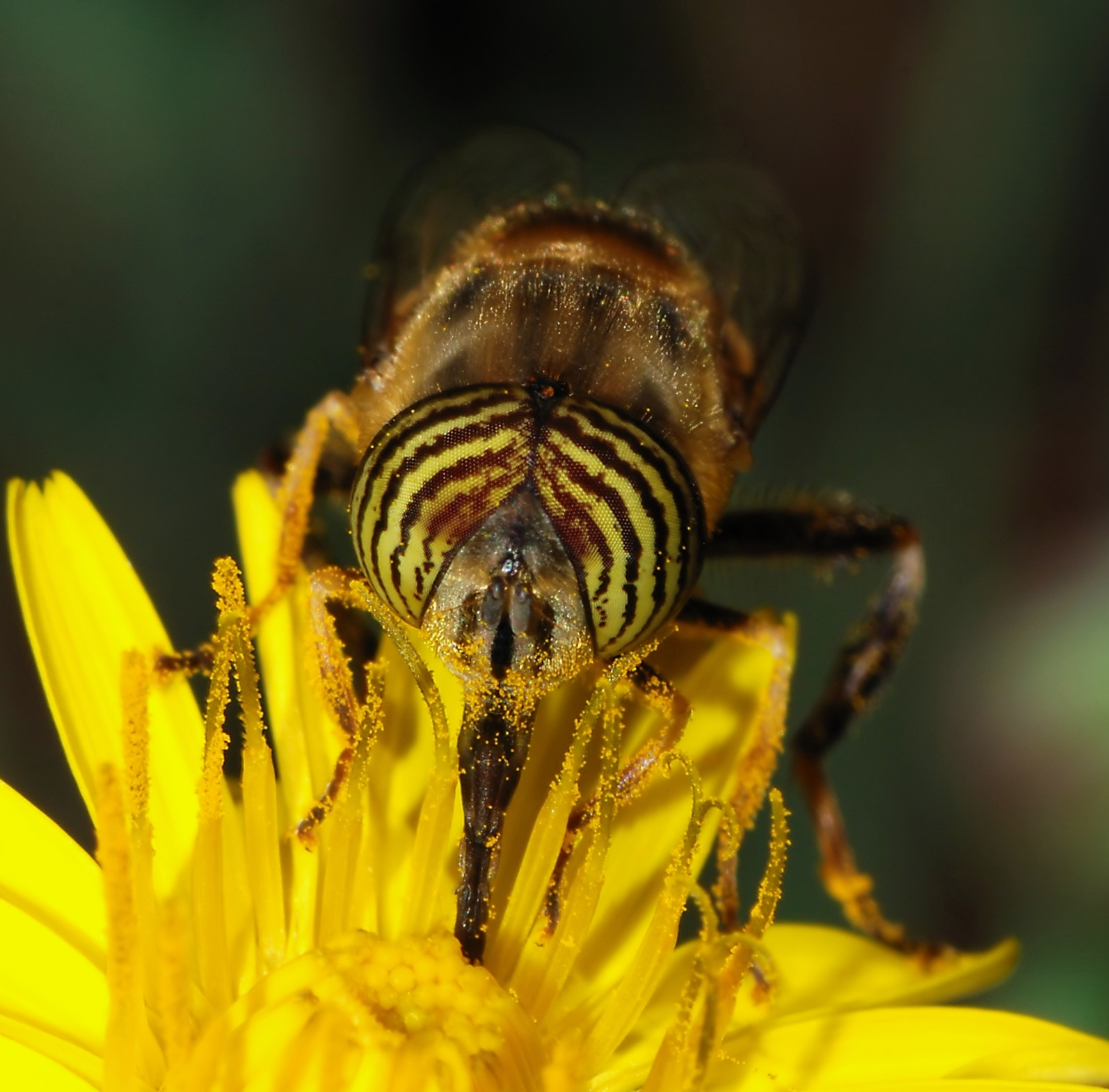
Capo oloptico di un sirfide maschio.

L'adulto ha dimensioni variabili secondo la specie, con corpo lungo da 5 mm a 2,5 cm, di forma tozza o più o meno sottile ed allungata. Il tegumento è spesso ricoperto da una densa peluria. La livrea è l'elemento morfologico più evidente in molte specie, per la presenza di colori anche vivaci, spesso con riflessi iridescenti e metallici e con la frequente pigmentazione dell'addome a bande o macchie gialle o brune alternate a colori più scuri o al nero. L'insieme di questi caratteri rende gli adulti dei Sirfidi fortemente somiglianti alle api e alle vespe, al punto di renderli facilmente confondibili agli occhi dei meno esperti. Il mimetismo batesiano, nell'ambito dei Ditteri, non è però esclusivo dei Sirfidi, in quanto ricorre anche in altre famiglie, come gli Asilidi, i Conopidi e i Bombilidi.

### Capo
Il capo è relativamente grande, provvisto di tre ocelli e due grandi occhi composti, oloptico nella maggior parte dei maschi, dicoptico nelle femmine. Gli occhi hanno in genere una pigmentazione uniforme, ma non mancano specie con pigmentazione zonale degli occhi, a bande o a macchie irregolari. Del tutto assenti le setole.
Le antenne sono di tipo aristato, a volte inserite su una prominenza frontale che può essere particolarmente lunga (Ceriana). Il loro aspetto può variare sensibilmente nell'ambito della famiglia: lo scapo e il pedicello hanno forma cilindrica e lunghezza variabile; varia è anche la forma del primo flagellomero; l'arista è, infine, relativamente breve, formata da due segmenti, talvolta tre, ed è inserita sul primo flagellomero in posizione dorsale, talvolta subapicale o apicale.
L'apparato boccale è del tipo lambente-succhiante, di lunghezza variabile ma correlata alla lunghezza del cranio.

### Torace

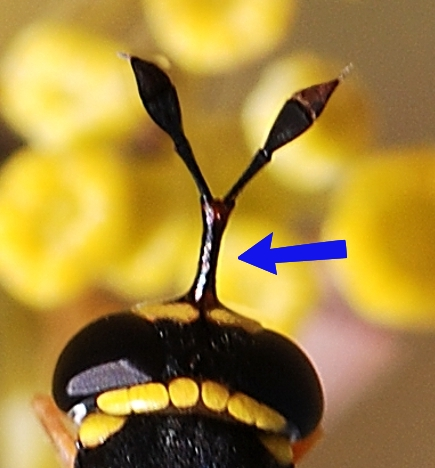
La prominenza frontale di Ceriana portante le antenne.

Il torace presenta spesso conformazioni di alcuni scleriti specifiche di determinati generi. La chetotassi è varia ed è un importante elemento di determinazione tassonomica. Setole o processi spiniformi possono essere presenti sull'episterno dorsale, sul notopleuron, nella zona posteriore del mesoscuto e sui margini dello scutello. Peli diffusi possono essere presenti sul pronoto, frange di peli differenziati possono essere presenti sul margine anteriore dello scuto (eventualmente una fila trasversa) o sullo scutello (una o più file). La pelosità è sempre presente oppure presente con particolari conformazioni in diversi scleriti delle pleure.
Le zampe sono generalmente sottili e di moderata lunghezza. Nella generalità della famiglia non si presentano formazioni e conformazioni ricorrenti, ma nell'ambito dei singoli generi si possono riscontrare conformazioni particolari dei singoli segmenti oppure la presenza di speroni, processi spinosi o altre formazioni.
Le ali sono ben sviluppate, ialine o offuscate su tutta la superficie o su specifiche regioni, con membrana glabra o rivestita da una fitta peluria. Lo pterostigma può essere presente o meno e si posiziona lungo il tratto terminale della vena R1 o fra le terminazioni della subcosta e di R1. Il lobo anale e l'alula sono in genere ben sviluppati e nel loro insieme conferiscono all'ala dei Sirfidi un profilo approssimativamente triangolare. In alcune specie, queste regioni possono ridursi più o meno sensibilmente fino ad essere del tutto assenti.

### Nervatura alare
La nervatura alare presenta una marcata variabilità nell'ambito della famiglia e, in generale, una morfologia di non facile interpretazione a causa delle anastomosi terminali nel sistema mediano. Tuttavia si possono individuare due elementi morfologici ricorrenti:
1. Presenza della vena spuria o falsa vena. Assente negli altri Ditteri, questo carattere è presente, tranne poche eccezioni, in tutti i Sirfidi. Si tratta di un leggero ispessimento longitudinale o una plica che si estende per buona parte delle cellule comprese fra il sistema radiale e quello mediano, ovvero attraversa la prima cellula basale (br) e la prima cellula posteriore (r5) e interseca, nel suo percorso, la vena trasversa radio-mediale (r-m). Nel complesso, la vena spuria conferisce alla nervatura dei Sirfidi un aspetto atipico della nervatura, al punto da renderli facilmente identificabili, nell'ambito dei Ditteri, ad un esame mirato.
2. Assenza di terminazioni dei rami della media sul margine posteriore. I rami terminali della media, in generale, non raggiungono il margine posteriore dell'ala, ma deviano convergendo sulla vena antecedente (M1) o sono ridotti a brevi monconi ciechi (M2) che non raggiungono il margine. La regione remigante posteriore presenta perciò, in corrispondenza del sistema mediano, un'unica membrana compresa fra il margine posteriore dell'ala e un sistema composto da due cellule chiuse.

La costa si interrompe in corrispondenza della terminazione R4+5, in corrispondenza dell'apice dell'ala o prima di esso. La subcosta è bene evidente e completa e raggiunge la costa in corrispondenza nel tratto intermedio del margine costale. Talvolta è presente il ramo posteriore della subcosta, indicato in genere come sc-r (vena trasversa subcostale-radiale), in quanto assume la conformazione di una vena trasversa che connette la subcosta al ramo anteriore della radio.
La radio si divide sempre in tre rami, R1, R2+3 e R4+5. La loro conformazione può tuttavia variare notevolmente. Il ramo anteriore (R1) può terminare sul margine costale poco dopo la terminazione della subcosta, ma spesso assume nel tratto terminale un percorso parallelo al margine e confluisce in una posizione nettamente più distale, in corrispondenza della curvatura distale del margine costale. Il primo ramo del settore radiale, R2+3, tende a curvare in avanti, in corrispondenza del tratto terminale, e a divergere perciò dal secondo ramo, confluendo sul margine costale, a breve distanza da R1 o, addirittura, su R1, chiudendo in quest'ultimo caso la cellula marginale (r1). Il secondo ramo del settore radiale, R4+5, può avere anch'esso differenti conformazioni, ma raggiunge sempre il margine dell'ala, in corrispondenza della terminazione della costa. Il suo percorso può essere più o meno diritto, ma spesso forma una convessità più o meno profonda, che si incunea nella prima cellula posteriore, come avviene ad esempio in diversi Eristalini. Al posto di questa convessità può essere presente una leggera curvatura o un'angolazione, da cui parte un breve moncone (Ceriana) verso la prima cellula posteriore.
L'origine del settore radiale è in posizione nettamente più distale rispetto alla vena omerale e la sua biforcazione si posiziona a circa metà della lunghezza dell'ala. Conseguenza di questa conformazione è la posizione della radio-mediale, che in genere ricade nella metà distale dell'ala.
La media si divide in due rami, M1 e M2, oppure è indivisa, per l'assenza di M2. La conformazione della parte terminale dei rami della media definisce molte peculiarità proprie della nervatura alare dei Sirfidi:
- la biforcazione M1+2 ha una posizione più distale rispetto al vertice della cellula discale e si trova in prossimità del margine;
- il ramo M1 si posiziona parallelamente al margine posteriore oppure ha un andamento ricurvo, più o meno convesso rispetto al margine posteriore. In ogni caso, si dirige in avanti e confluisce nel tratto terminale di R4+5, chiudendo perciò la prima cellula posteriore; a volte produce un breve moncone, diretto verso il margine posteriore;
- il ramo M2, quando è presente, è ridotto ad un breve moncone e non raggiunge il margine dell'ala;
- il tratto distale M1+2 è relativamente breve e spesso si raccorda armonicamente con M1 formando una curvatura che rende poco evidente la biforcazione M1+2, soprattutto quando M2 scompare del tutto;

La cubito e la prima anale sono ben conformate. Il secondo ramo della cubito (CuA2) si fonde con l'anale in un breve tratto comune in prossimità del margine dell'ala, chiudendo ad angolo acuto la cellula cup. Il tratto comune A1+CuA1, in genere, raggiunge il margine dell'ala, ma può anche essere incompleto o debolissimo. Il tratto libero di CuA1 può essere ridotto ad un breve moncone oppure è evanescente o manca del tutto, perciò non raggiunge il margine dell'ala; spesso si raccorda con la medio-cubitale discale (dm-cu) rendendo curvilineo il vertice distale posteriore della cellula discale. Nell'insieme, queste conformazioni della regione remigante posteriore conferiscono un aspetto particolare alla nervatura alare dei Sirfidi, che in genere mostra due vene anastomizzanti ad andamento curvilineo e approssimativamente parallelo al margine posteriore.
L'insieme delle cellule chiuse, nei Sirfidi, è rappresentato dalle due cellule basali (br e bm), dalla cellula cup, dalla prima posteriore (r5 o r4+5) e dalla cellula discale. Le prime tre si dispongono, in ordine antero-posteriore, nella metà basale dell'ala, le altre due nella metà distale. A queste si aggiunge eventualmente la cellula marginale (r1) nei generi in cui la vena r2+3 confluisce sul ramo anteriore della radio.
La prima cellula basale (br) presenta due peculiarità ricorrenti, dovute alla posizione e allo sviluppo in lunghezza della radio-mediale: la radio-mediale si posiziona a metà dell'ala o anche oltre e, in genere, è relativamente lunga. Conseguenza di questa conformazione è che la prima cellula basale tende ad allargarsi all'estremità distale e si prolunga in lunghezza sormontando anteriormente parte della cellula discale. La posizione relativa della radio-mediale, rispetto alla cellula discale, è variabile: confluisce, infatti, a metà della cellula discale, oppure nella metà basale o nella metà distale. La seconda cellula basale ha la conformazione tipica ricorrente nella maggior parte dei Ditteri: è infatti relativamente stretta e allungata, con estremità distale leggermente allargata e delimitata dalla confluenza della medio-cubitale basale (bm-cu) sul primo ramo della cubito anteriore. Poiché queste due vene si posizionano all'altezza della biforcazione del settore radiale, la seconda cellula basale termina in genere all'altezza di quest'ultima e si presenta nettamente più breve della prima basale e della cup. La cellula cup è molto più lunga del tratto terminale A1+CuA, è bene sviluppata in larghezza e si contrappone al lobo anale. L'estremità distale è acuta. La prima cellula posteriore, indicata con r5 o r4+5, presenta una grande varietà di forme, in subordine alla conformazione delle vene R4+5 e M1; in genere ha un profilo irregolare, caratterizzato anche dai contorni curvilinei che spesso assumono le suddette vene, e si dispone in posizione subapicale, nella metà distale della regione remigante posteriore. La cellula discale, infine, ha un profilo irregolarmente quadrangolare, progressivamente più largo passando dall'estremità prossimale a quella distale, e si posiziona al centro della regione remigante posteriore.

### Addome

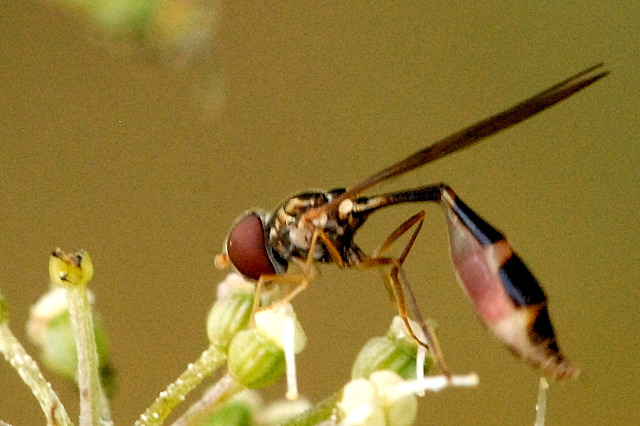
Addome peziolato di Baccha elongata.

L'addome è caratterizzato dalla frequente colorazione a bande o macchie alternate degli urotergiti. La forma varia sensibilmente nei vari sottogruppi. In genere è ovale, ma può presentarsi anche allungato e ristretto nella parte basale (addome peziolato) oppure breve e largo o, più raramente, largo alla base e gradualmente assottigliato all'apice. I tergiti sono ampi e convessi e si estendono lateralmente fino alla parte ventrale.
La conformazione dell'addome dei maschi è caratterizzata, come nella generalità dei Ciclorrafi, dalla complessa struttura degli uriti genitali a causa della loro torsione assiale e della retroflessione: gli uriti 5-8 (o 6-8) sono ruotati di 180° e il nono urite di altri 180°, con una complessiva torsione di 360° dell'ipopigio; l'ipopigio è inoltre retroflesso e posizionato sotto gli uriti pregenitali.
Le femmine hanno gli uriti 1-5 normalmente sviluppati e i successivi telescopici e leggermente sclerificati e normalmente sono retratti all'interno dei precedenti.

## Morfologia degli stadi preimmaginali

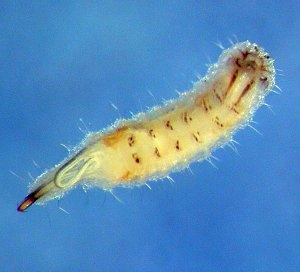
Larva di Helophilus pendulus, adattata a vivere in substrati umidi.

La morfologia e l'anatomia delle larve, in relazione ai differenti habitat e comportamenti, è estremamente variabile. Di norma si riscontra una certa omogeneità nell'ambito dei singoli generi, anche se alcuni di questi possono presentarsi a loro volta eterogenei sia nell'etologia sia nella morfologia delle larve (Volucella e Cheilosia).
La larva è apoda, di forma essenzialmente fusiforme: secondo il genere può essere larga e appiattita, cilindrica oppure subconica. In quest'ultimo caso la forma è dovuta al minore sviluppo, in diametro, dei 4 segmenti del cefalotorace rispetto a quelli addominali. Il cefalotorace è retrattile. Il tegumento ha colori abbastanza vivaci, spesso con tonalità gialle o verdastre, e reca ornamenti sotto forma di setole spiniformi o verruche. Nelle larve mature sono presenti 12 spine in ogni segmento addominale ad eccezione dell'ultimo che ne ha un numero inferiore. Posteriormente l'addome si prolunga in un sifone respiratorio, detto impropriamente coda. In alcune specie, le cui larve si sviluppano in acque stagnanti, la lunghezza del sifone può superare anche i 25 cm.

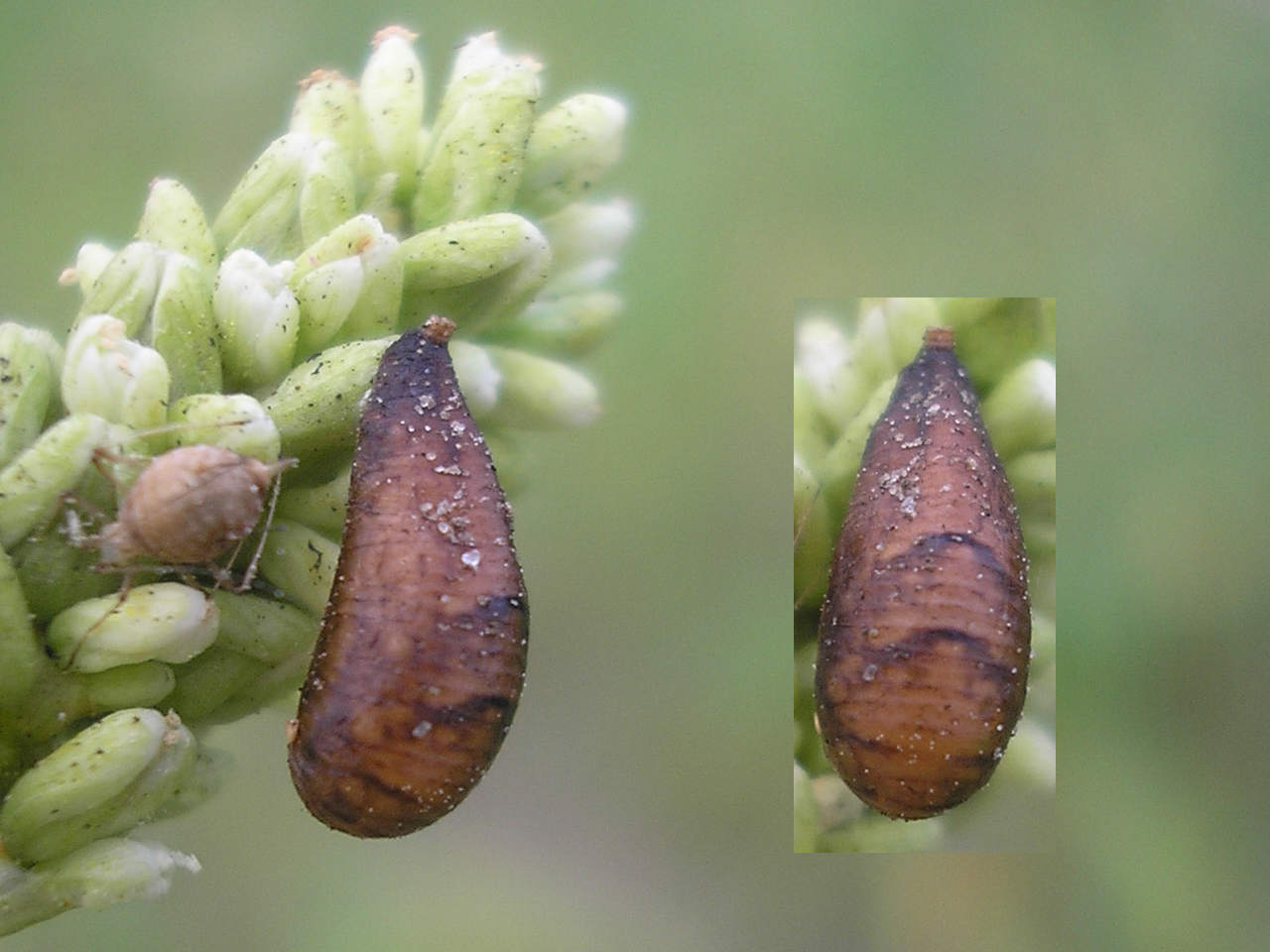
Pupario di Sirfide visto lateralmente (a sinistra) e dorsalmente (a destra).

L'apparato boccale cambia secondo il regime trofico e il grado di obbligatorietà: nelle forme fitofaghe e micetofaghe è provvisto di uncini ed è adatto a raschiare e raccogliere il cibo nella bocca; nelle forme entomofaghe varia nella struttura, ma fondamentalmente è adatto a ghermire la preda e lacerarne o perforarne il tegumento e i tessuti; nelle forme saprofaghe, infine, è privo di uncini ed è modificato in modo da funzionare come organo filtrante.
Lo sviluppo larvale passa attraverso tre stadi. La larva di 1ª età possiede un solo paio di stigmi nell'ottavo urite (larve metapneuste), quelle di 2ª e 3ª possiedono invece due paia di stigmi, uno toracico e uno addominale (larve anfipneuste).
La pupa, come in tutti i Ciclorrafi, si sviluppa all'interno di un pupario formato dalla modificazione chimico-strutturale del tegumento dell'ultimo stadio larvale. Il pupario dei Sirfidi ha una caratteristica forma ad otre, globoso anteriormente e affusolato posteriormente, convesso nella faccia dorsale e appiattito nella faccia ventrale.

## Biologia

### Biologia degli adulti

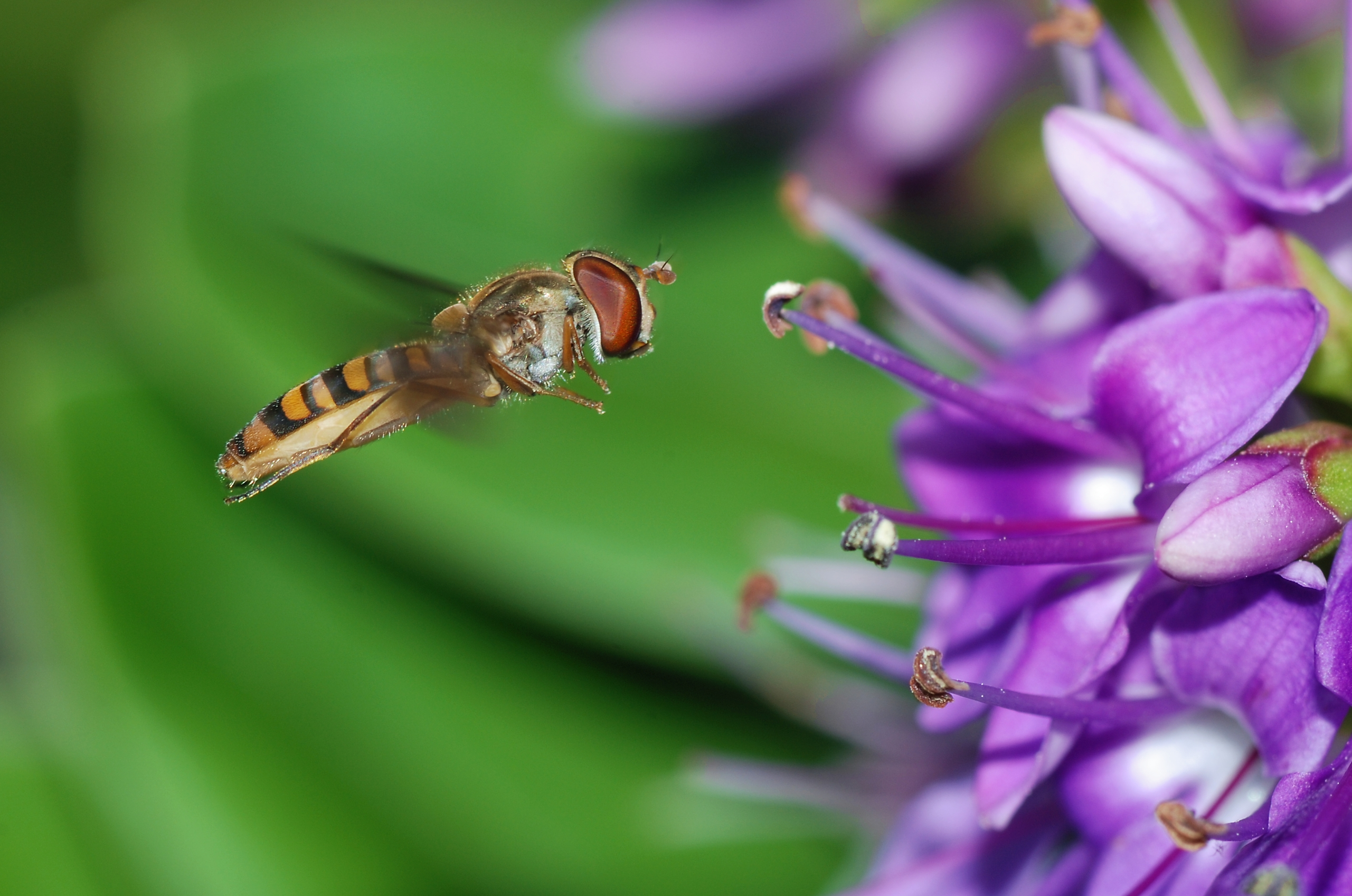
Il caratteristico volo stazionario davanti a un fiore.

Gli adulti dei Sirfidi sono insetti tipicamente diurni ed eliofili e si rinvengono facilmente in volo sui fiori. La loro dieta si basa sull'assunzione di liquidi zuccherini e polline, perciò si nutrono essenzialmente di nettare, melata e polline. Più o meno occasionalmente diversi sirfidi si alimentano anche succhiando gli essudati emessi dalle ferite delle piante o da materiale organico in decomposizione. La specializzazione alimentare degli adulti dei Sirfidi e, di conseguenza, le loro abitudini, spiegano probabilmente l'elevata frequenza del mimetismo batesiano, che in questa famiglia ricorre molto più che negli altri ditteri.
Sono formidabili volatori, tuttavia risentono negativamente di condizioni climatiche avverse quali le basse temperature, l'umidità, la ventosità. In queste condizioni tendono a stazionare su superfici riparate ed esposte al sole.
Il loro volo è caratteristico: roteando velocemente le ali, possono restare immobili, sospesi nell'aria (volo stazionario), o possono spostarsi lateralmente a semicerchio, restando sempre rivolti verso il loro obiettivo. Si può comunemente osservare questo tipico volo prima che il sirfide si posi su un fiore. Un aspetto comportamentale importante, ai fini della lotta biologica e integrata, è la mobilità di questi insetti. Fra le specie dei Sirfidi entomofagi ve ne sono alcune stanziali, altre invece migratrici. Gli individui di queste ultime danno luogo a migrazioni di massa, verso ambienti favorevoli, nella tarda estate e in autunno, allo scopo di svernare. A proposito delle migrazioni di massa, Matile (1993) riporta che possono svolgersi anche su un fronte largo 2000 km e profondo 1400 km e possono attraversare ostacoli naturali come il Canale della Manica o le Alpi. Spostamenti di massa possono svolgersi anche nel territorio secondo la distribuzione delle infestazioni di afidi, ma questo fenomeno non ha attinenza con quello della migrazione vera e propria.

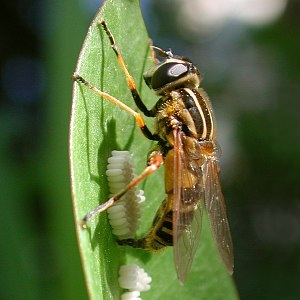
Femmina di Helophilus pendulus durante l'ovideposizione.

La notevole mobilità, alla ricerca di ambienti più favorevoli per la loro nutrizione e per la vita delle larve, è tale che alcune specie sarebbero in grado di percorrere anche 100 km in un giorno. Il comportamento in relazione alle condizioni climatiche, al ciclo e alle migrazioni è importante in quanto per molte specie si verificano periodi dell'anno in cui tendono ad essere maggiormente presenti in un determinato ambiente e a presentarsi più o meno precocemente.
L'importanza dei Sirfidi come impollinatori, superiore a quella di altri pronubi, si deve a due particolari aspetti etologici:
- ogni individuo visita fiori della stessa specie, se questi sono presenti in quantità significative; questo comportamento favorisce naturalmente il trasferimento del polline fra piante diverse della stessa specie e, quindi, l'impollinazione incrociata;
- il numero di fiori visitati sarebbe superiore a quello strettamente necessario per soddisfare i fabbisogni nutritivi del sirfide.

Una femmina depone in media da 500 a 1000 uova, in gruppi o isolate. La fase riproduttiva è un aspetto particolarmente critico in molte specie, in quanto la fecondità è strettamente correlata alla disponibilità nutritiva e le ovideposizioni sono influenzate da molteplici stimoli ambientali. La risultante di questi fattori, molti di non facile controllo, può condizionare in senso positivo o negativo l'efficacia dell'attività predatoria in un determinato ambiente.

### Biologia delle larve

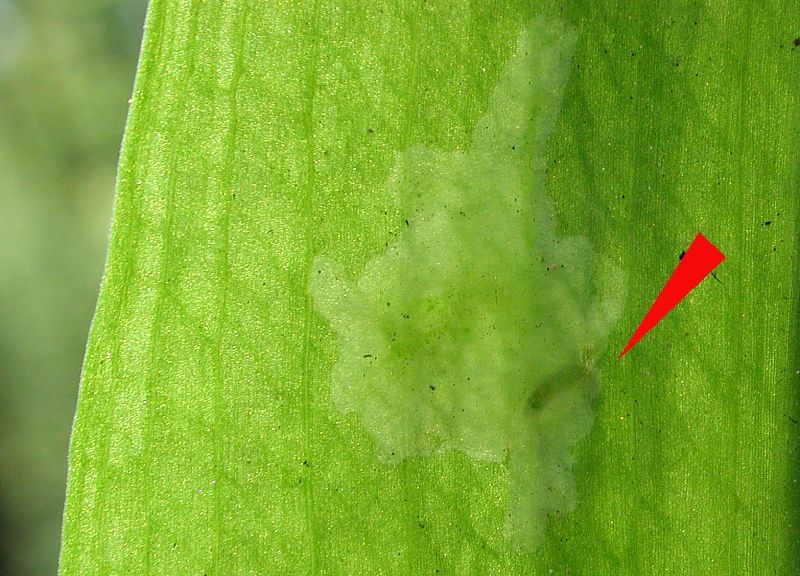
Larva fillominatrice di Cheilosia fasciata.

Il regime alimentare delle larve di Sirfidi varia secondo il gruppo sistematico, in genere con una omogeneità nell'ambito di singoli generi e/o tribù. La varietà alimentare si riconduce a tre tipologie fondamentali: 
- Micetofagia associata o meno alla fitofagia: si riscontra in alcuni generi degli Eristalinae che fanno capo alle tribù degli Eumerini (Eumerus e Merodon) e dei Rhingiini (Cheilosia e Portevinia).
- Entomofagia, manifestata fondamentalmente con la predazione: si riscontra nella generalità dei Syrphinae e dei Microdontinae, mentre negli Eristalinae si riscontra in tutta la tribù dei Pipizini e in quasi tutto il genere Volucella[9].
- Saprofagia: è il comportamento alimentare più frequente, in quanto coinvolge la maggior parte degli Eristalinae.

La fitofagia, più o meno obbligata, si manifesta in varie forme. In alcuni generi (negli Eumerini) è il microambiente a determinare un regime dietetico misto, in quanto la larva si sviluppa a spese di tessuti vegetali colonizzati da miceli fungini, in altri casi si può parlare di fitofagia vera e propria, con la larva che si sviluppa usualmente a spese di determinati organi (radici, steli, foglie, ecc.). Le larve fitofaghe attaccano più frequentemente le Asteraceae, in particolare alcune Cheilosia associate a specie del genere Cirsium. Gli attacchi si rivolgono in particolare sulla parte basale delle piante (radici e fusto). Sono inoltre segnalati anche casi di larve di sirfidi fillominatrici su Crassulaceae. Larve dei generi Eumerus e Merodon si rinvengono invece nei bulbi delle Liliaceae. In generale il livello di dannosità delle specie fitofaghe, da un punto di vista economico, è modesto.

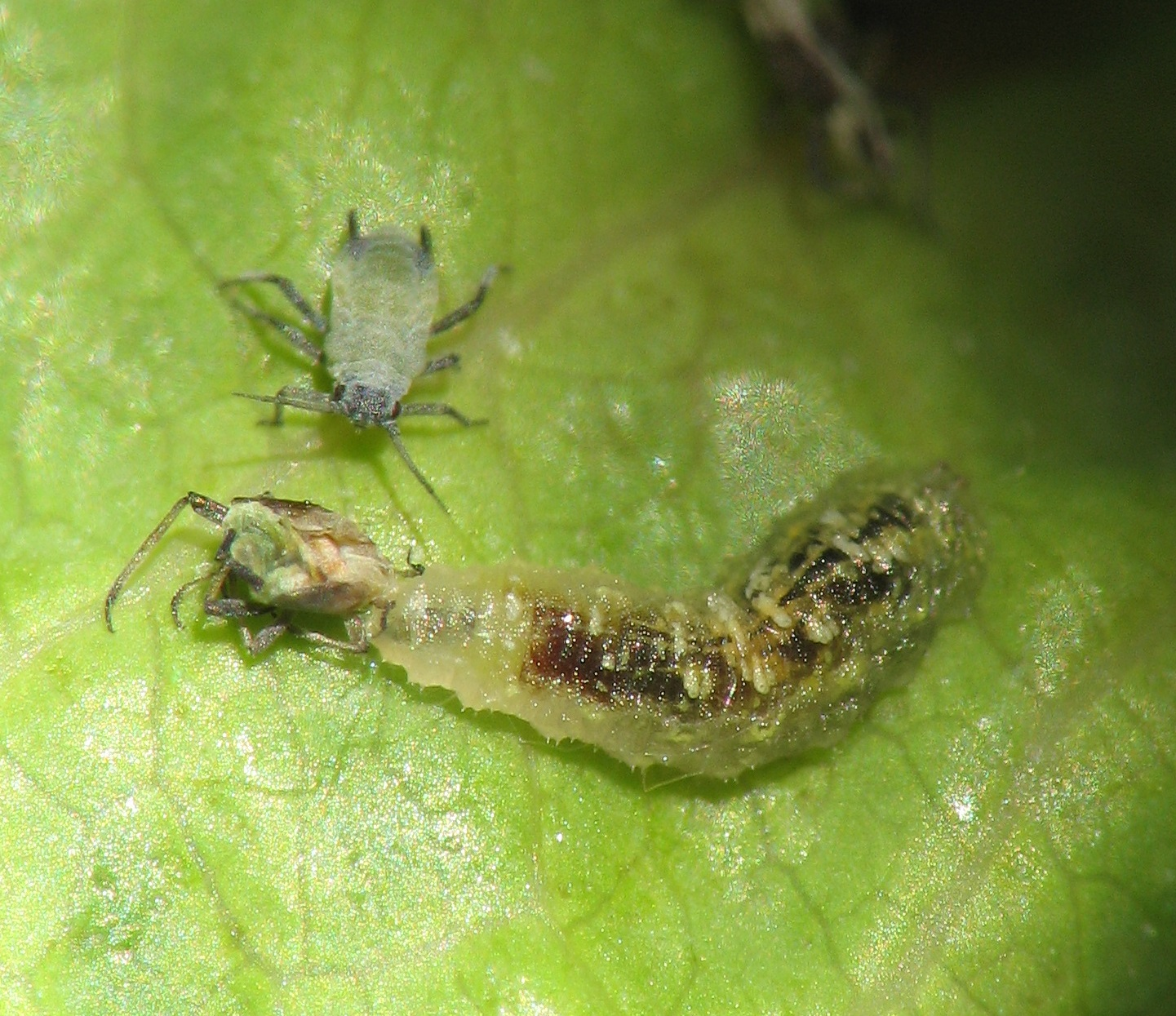
Larva entomofaga in predazione su un afide.

L'entomofagia può assumere aspetti differenti secondo il gruppo sistematico. Nella maggior parte del genere primitivo Volucella (fanno eccezione le larve di Volucella inflata, saprofaghe), la zoofagia è una forma facoltativa associata all'etologia: queste larve vivono come commensali nei nidi di insetti sociali (formiche, vespe, bombi, termiti) e si nutrono indifferentemente di quanto vi trovano; nella loro dieta ricorre il polline o altre riserve nutritive ammassate dalle operaie, larve di imenotteri vive o morte, uova.
Una forma di zoofagia più specializzata si riscontra con l'oofagia sistematicamente praticata da larve di sirfidi associate ai nidi delle formiche. Questo comportamento si rileva nella generalità delle larve di Microdon e in Volucella inanis.
La generalità dei Syrphinae e dei Pipizini mostra invece un vero e proprio adattamento evolutivo verso la predazione. In questi sirfidi la dieta è rappresentata da insetti di piccole dimensioni e dal tegumento molle. La maggior parte delle specie preda abitualmente gli afidi, ma alcune specie estendono la loro attività anche a spese di altri omotteri o di stadi giovanili di tisanotteri, lepidotteri, ditteri e coleotteri). Alcuni aspetti etologici, relativi all'ovideposizione, supportano l'ipotesi che la zoofagia di questi sirfidi sia un adattamento evolutivo originato da una fitofagia ancestrale.
La morfologia delle larve dei sirfidi entomofagi è inconsueta per un predatore che conduce vita all'aperto. Nella generalità degli olometaboli, le larve predatrici sono in genere campodeiformi e dotate di arti cursori robusti, mentre le larve zoofaghe apode sono in genere parassitoidi oppure, frequenti nel caso dei ditteri, vivono immerse in substrati costituiti da materiali organici in decomposizione (legno, lettiera, detriti vari, ecc.). Le larve dei sirfidi sono invece apode, ma vivono all'aperto sulla vegetazione frequentata dalle loro prede abituali, gli afidi. La larva si muove all'interno della colonia di afidi e si nutre afferrando la preda con gli uncini che formano l'apparato boccale cefalo-faringeo, la solleva e ne succhia gli umori interni. Caratteristica di questi sirfidi è la ricorrenza del mimetismo criptico.

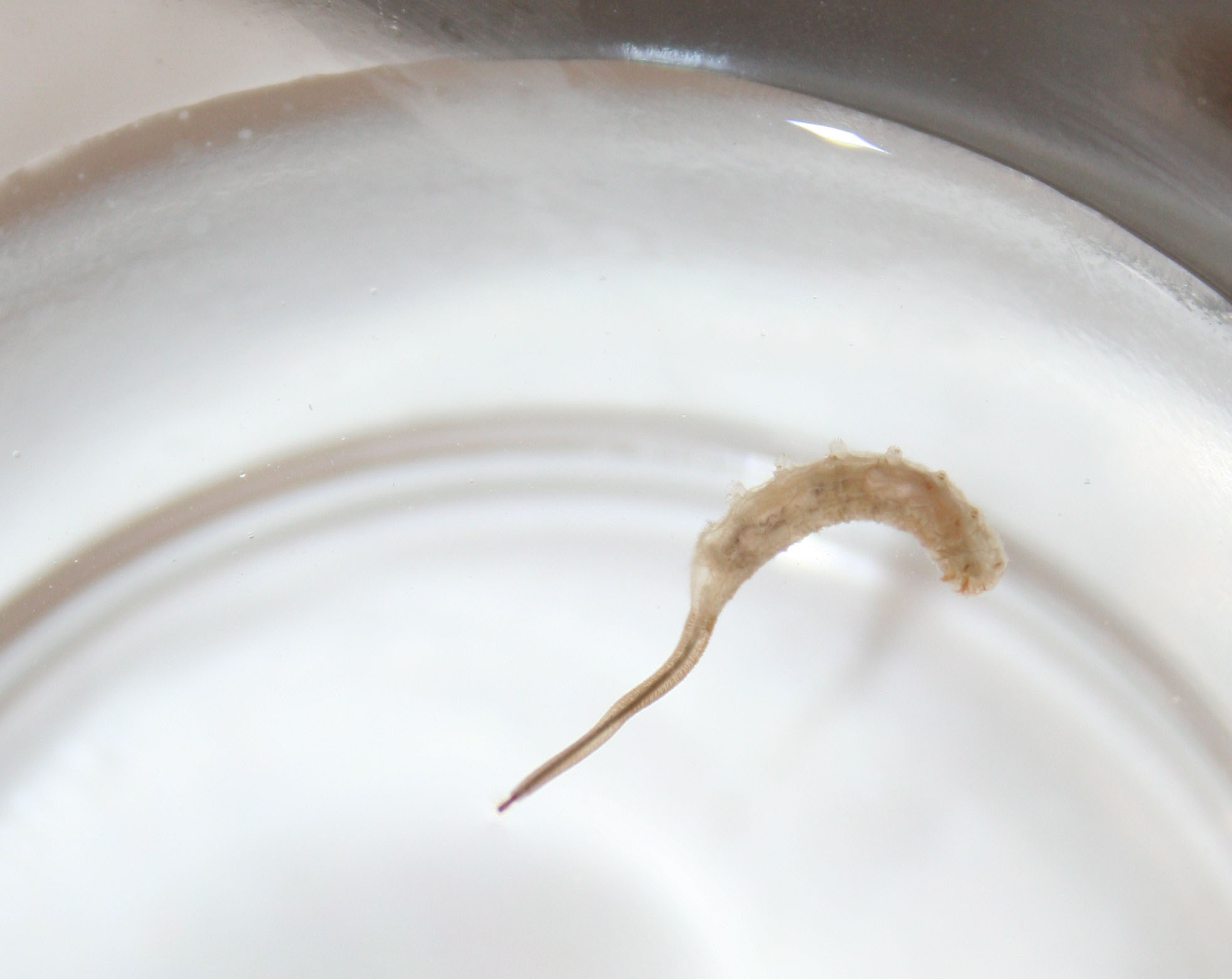
Verme a coda di topo, l'habitus tipico delle larve acquatiche.

Le larve afidofaghe hanno un'intensa attività e una particolare voracità: in 1-2 settimane di sviluppo una sola larva preda 400 afidi. Secondo Schneider (1969), le larve di alcune specie diventano più voraci e intensificano l'attività predatoria in condizioni di bassa umidità relativa.
Infine la saprofagia rappresenta il comportamento trofico fondamentale della maggior parte degli Eristalinae, con una notevole varietà di comportamenti e habitat. In molti generi l'habitat è fondamentalmente terrestre e il substrato di crescita è rappresentato dal legno marcescente, dalla lettiera vegetale che si deposita in ambienti più o meno umidi, dalle deiezioni animali. In altri generi le larve hanno invece un habitat prettamente acquatico, rappresentato, secondo il gruppo sistematico, dall'acqua raccolta nelle cavità, dal fondo melmoso dei pantani, dalle acque luride di fosse settiche e fognature, liquami, ecc.
Questi due tipi etologici fondamentali hanno sviluppato differenti morfologie, la prima adatta alla vita in un ambiente terrestre, la seconda in ambiente acquatico. Le larve di quest'ultimo tipo, dette comunemente vermi a coda di topo, sono caratterizzate dalla particolare lunghezza del sifone respiratorio, retrattile.

### Ciclo
Con riferimento alle specie entomofaghe, nei Sirfidi si riscontrano diversi tipi di ciclo biologico che possono essere ricondotti a 3 casi:
1. Ciclo polivoltino.
2. Ciclo bivoltino.
3. Ciclo univoltino.

Le specie a ciclo polivoltino sono migratrici e svolgono più generazioni l'anno. Svernano allo stadio di larva o pupa (es. Syrphus sp.) oppure di femmina adulta (es. Episyrphus sp.). In particolare, le specie che svernano allo stadio di adulto hanno una comparsa precoce in primavera e sono efficaci per il controllo delle prime infestazioni di afidi.
Le specie a ciclo bivoltino svolgono due sole generazioni, una in tarda primavera-inizio estate, l'altra a fine estate-inizio autunno, con una pausa estiva. Lo svernamento ha luogo allo stadio di larva.
Le specie a ciclo univoltino sono stanziali e svolgono una sola generazione in primavera. La diapausa è molto lunga e si protrae dall'estate alla primavera successiva allo stadio di larva.

### Ecologia

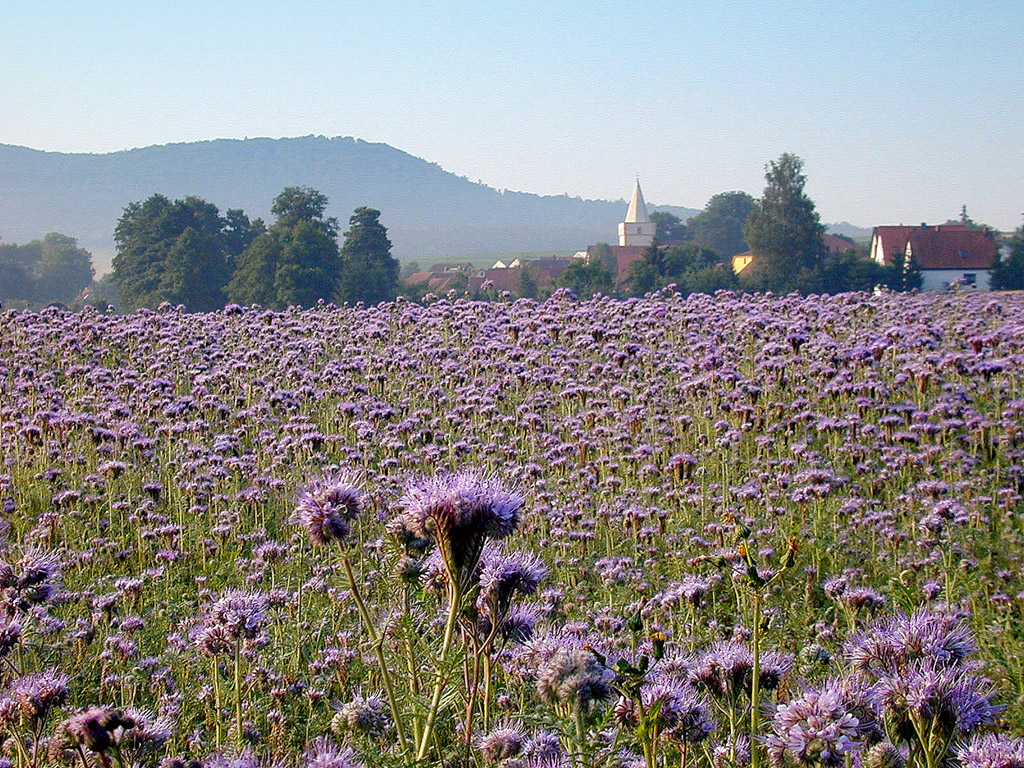
Specie dalla fioritura prolungata e dalle spiccate proprietà nettarifere, la facelia può essere sfruttata per realizzare bordure che svolgono la funzione di coltura-rifugio nella lotta biologica e integrata.

Le interazioni dei Sirfidi con l'ambiente sono di fondamentale importanza ai fini dell'efficacia del controllo naturale delle infestazioni afidiche da parte di questi predatori. In particolari contesti i Sirfidi sono potenzialmente più efficaci di altri inesorabili predatori di afidi, quali i Coccinellidi e i Crisopidi. Questa superiorità si rivela soprattutto nell'individuazione di colonie infestanti localizzate e, quindi, i Sirfidi si prestano in particolare per combattere le infestazioni afidiche nelle prime fasi.
Si può riassumere l'efficacia predatoria dei Sirfidi nelle seguenti caratteristiche:
- l'attività predatoria, in primavera, è molto precoce;
- gli adulti hanno una notevole mobilità;
- la presenza è garantita in un intervallo di tempo piuttosto ampio nel corso dell'anno, da aprile a settembre, nelle condizioni ambientali dell'Italia settentrionale[14];
- hanno un'estrema voracità;
- le larve si muovono con facilità anche su piante pubescenti, che invece sono poco favorevoli ai movimenti delle larve di crisope.

A fronte della loro potenziale efficacia, i Sirfidi risentono fortemente dei fenomeni di degradazione ambientale, soprattutto per quanto riguarda il livello di biodiversità. Le ragioni di questo fattore di criticità risiedono nella biologia della riproduzione dei Sirfidi. La fecondità delle femmine è strettamente condizionata dalla dieta e in particolare dalla componente pollinica. Ne consegue che l'attività riproduttiva è più intensa laddove esiste un'ampia disponibilità di piante in fiore; le stesse specie migratrici tendono a spostarsi in massa in zone più adatte alla riproduzione, ossia più ricche sotto l'aspetto della disponibilità nutritiva degli adulti. Quindi un requisito essenziale affinché ci sia un'intensa ovideposizione nella coltura infestata dagli afidi è la disponibilità di piante in fiore nelle strette vicinanze, condizione che spesso non si verifica in ambienti ad agricoltura intensiva. Ne sono un esempio le Drupacee: questi fruttiferi, oltre a produrre fiori poco appetibili per i pronubi, a causa della scarsa produzione di nettare, fioriscono all'inizio dell'attività vegetativa, mentre le infestazioni afidiche sono intense in postfioritura, durante l'accrescimento primaverile dei germogli. In una località dove si pratica la frutticoltura intensiva la biodiversità potrebbe drasticamente ridursi con il concorso di diversi fattori contestuali: l'eliminazione sistematica delle piante infestanti, la forte specializzazione colturale a livello comprensoriale, la carenza o assenza di siepi naturali, incolti e altre aree ricoperte da vegetazione spontanea, sono elementi che nel complesso riducono la disponibilità nutritiva per i sirfidi adulti pregiudicandone la presenza. Gli effetti positivi della vegetazione spontanea sull'entomofauna sirfidica negli agrosistemi sono stati dimostrati da diverse indagini sperimentali. Ad esempio, a Bulls (Nuova Zelanda), Lövey et al. (1993) hanno riscontrato che la presenza di strisce coltivate a Phacelia tanacetifolia e Coriandrum sativum, ai limiti di appezzamenti coltivati a frumento, in piena fioritura favoriscono la dispersione degli adulti di Melanostoma mellinum in un raggio di 15 metri all'interno del campo di grano.
Un altro aspetto etologico ed ecologico di particolare importanza è il meccanismo con cui le femmine sono indotte a deporre le uova. Nei Sirfidi si riscontrano due differenti comportamenti:
- alcune specie mostrano il comportamento tipico dei predatori: le ovideposizioni sono stimolate dalla presenza degli afidi, perciò procedono più intense laddove è maggiore l'infestazione. Gli stimoli sarebbero dovuti all'emissione di sostanze volatili da parte degli afidi;
- Altre specie mostrano un comportamento atipico: le ovideposizioni sono stimolate direttamente dalle piante a seguito di stimoli olfattivi, visivi e tattili. Le ovideposizioni, in questo caso, avvengono a prescindere dalla presenza e dall'intensità delle infestazioni afidiche.

## I Sirfidi in lotta biologica e integrata

### Sirfidi entomofagi

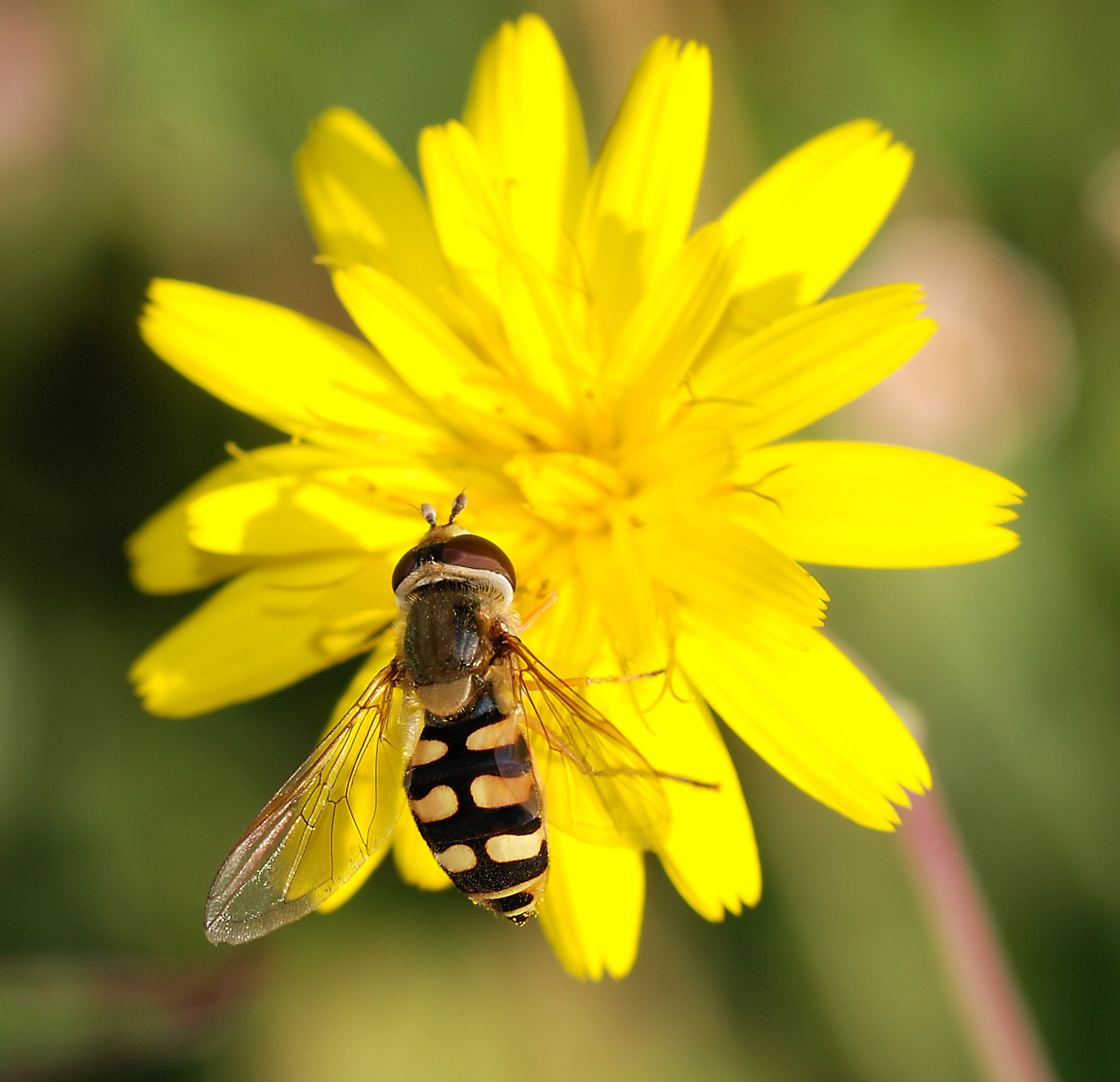
Eupeodes corollae, usato in ambito sperimentale negli anni ottanta in prove di lotta biologica in serra (Chambers, 1986).

L'impiego dei Sirfidi nella lotta biologica e integrata si basa in generale sullo sfruttamento delle popolazioni naturali, perciò l'uso ordinario consiste nel metodo protettivo. Negli ecosistemi sufficientemente tutelati i Sirfidi sono insetti alquanto comuni e possono essere presenti in quantità non trascurabili in termini di numero di specie. In proposito molti lavori di ricerca sui Sirfidi consistono in monitoraggi dell'entomofauna sirfidica con trappole o retini, allo scopo di determinare le specie presenti. Ad esempio, Daccordi (1979) segnalò la presenza di ben 33 specie di sirfidi, di cui due terzi entomofagi, in un frutteto in provincia di Verona. Le ricerche dello stesso tipo, condotte soprattutto a partire dagli anni ottanta, hanno permesso la realizzazione di checklist specifiche, a livello sia nazionale, sia territoriale.
Il metodo protettivo richiede l'applicazione delle elementari norme di tutela dell'entomofauna utile e della biodiversità, perciò è fondamentale il ricorso a tecniche fitoiatriche a basso impatto e il rispetto, se non la predisposizione, di aree a vegetazione spontanea allo scopo di favorire il mantenimento delle popolazioni naturali. Per i motivi esposti in precedenza, nel caso dei Sirfidi è essenziale mantenere la presenza di piante in fioritura in prossimità delle colture da proteggere. A questo scopo è anzi consigliato l'apprestamento specifico di bordure di Phacelia tanacetifolia ai limiti degli appezzamenti coltivati. Il pregio della Facelia, pianta di origine americana, nota soprattutto nel settore dell'Apicoltura, è quello di garantire una fioritura piuttosto lunga, da giugno fino all'autunno inoltrato ricorrendo a semine scalari, e di avere un'elevata produzione sia di nettare sia di polline.

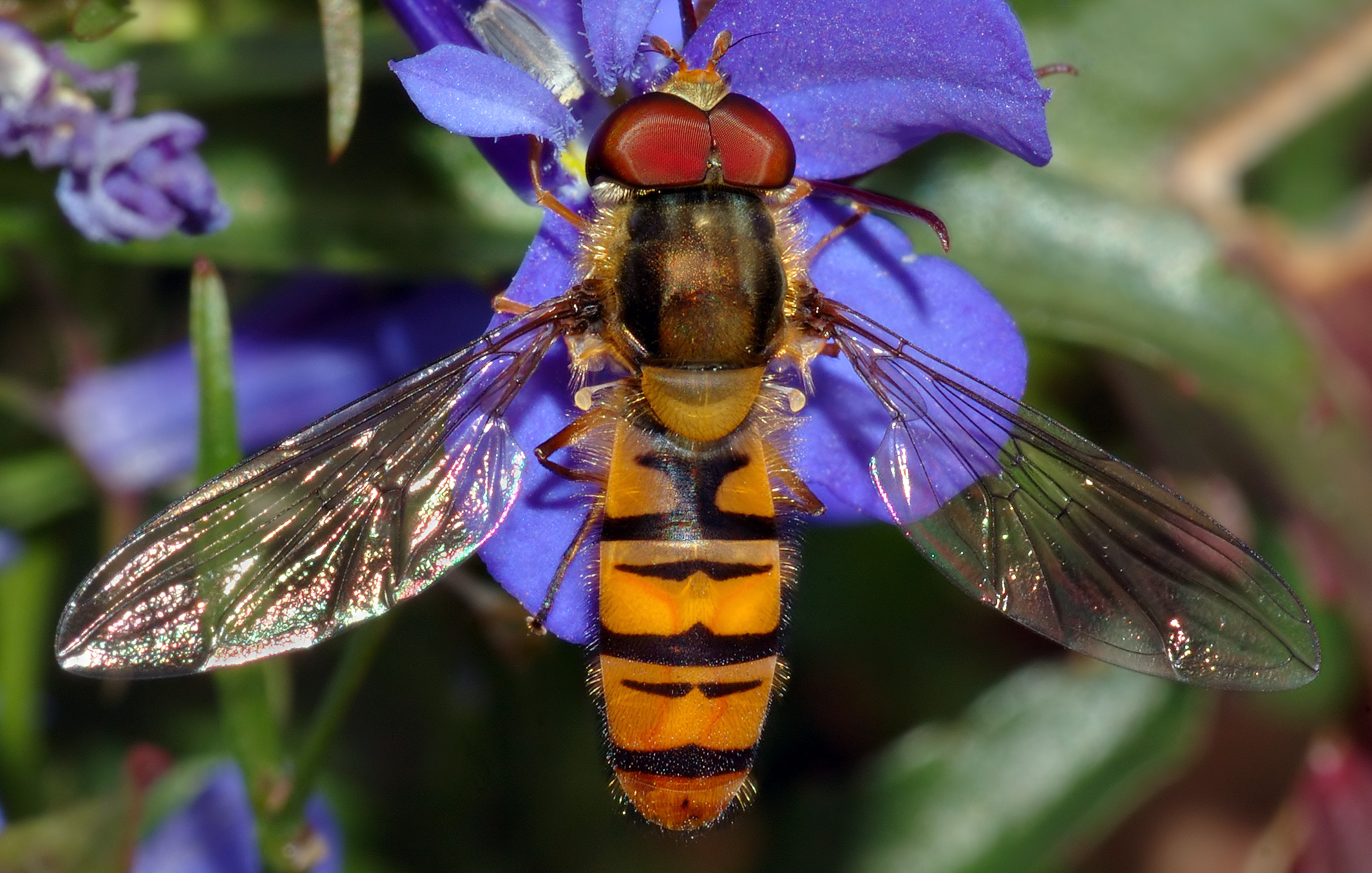
Episyrphus balteatus, specie molto comune in Europa, è anche allevata e commercializzata come insetto ausiliare.

Di particolare importanza è anche la ricchezza della cenosi sirfidica: la disponibilità di un alto numero di specie permette di sfruttare le sinergie provenienti da differenti etologie: tipo di ciclo, stimoli ambientali sull'ovideposizione, ecc.
Prove di lotta biologica con il metodo inoculativo e quello inondativo furono condotte già dagli anni ottanta. In generale lo stadio più indicato per eseguire i lanci sarebbe quello di femmina feconda, in quanto garantisce la rapida propagazione delle ovideposizioni nei siti specifici di infestazione però l'impiego delle femmine feconde non è compatibile con l'applicazione su larga scala a causa delle difficoltà oggettive nel sistema di commercializzazione.
In Europa, fra le società che operano nel settore della produzione e commercializzazione di organismi ausiliari, i sirfidi sono allevati e commercializzati solo dall'olandese Koppert limitatamente ad una delle specie più comuni, l'Episyrphus balteatus. Il sirfide è commercializzato in confezioni di due cartellini su cui sono affisse le pupe dalle quali si dovrebbe avere lo sfarfallamento di 50 femmine. L'impiego consigliato è per lanci inoculativi, a scopo preventivo, e inondativi, a scopo curativo. Nel primo caso sono consigliati 10 interventi a intervalli settimanali, con una densità di lancio di 50 femmine/ha, nel secondo caso 3 lanci a intervalli settimanali con una densità di 100 femmine/ha.

### Sirfidi fitofagi
L'impiego dei sirfidi fitofagi nel controllo delle piante infestanti è un ambito applicativo più recente e meno noto e fondamentalmente si basa su un singolo caso, quello della Cheilosia corydon. Le larve di questo sirfide, di origine europea, minano gli steli delle giovani piante di alcune specie del genere Carduus, in particolare il cardo rosso e il saettone, e secondariamente del genere Cirsium, manifestando una sostanziale oligofagia. Questi requisiti hanno riscosso l'interesse dei ricercatori del Dipartimento dell'Agricoltura degli Stati Uniti negli anni ottanta, prospettando l'ipotesi di uno sfruttamento per il controllo biologico dei cardi infestanti di origine europea negli USA. Importata alla fine degli anni ottanta da esemplari prelevati nel Lazio, la specie si è diffusa e naturalizzata nel corso degli anni novanta in diverse regioni del Nordamerica e si sta rivelando efficace nel contenimento delle invasioni dei cardi selvatici.

## I Sirfidi saprofagi

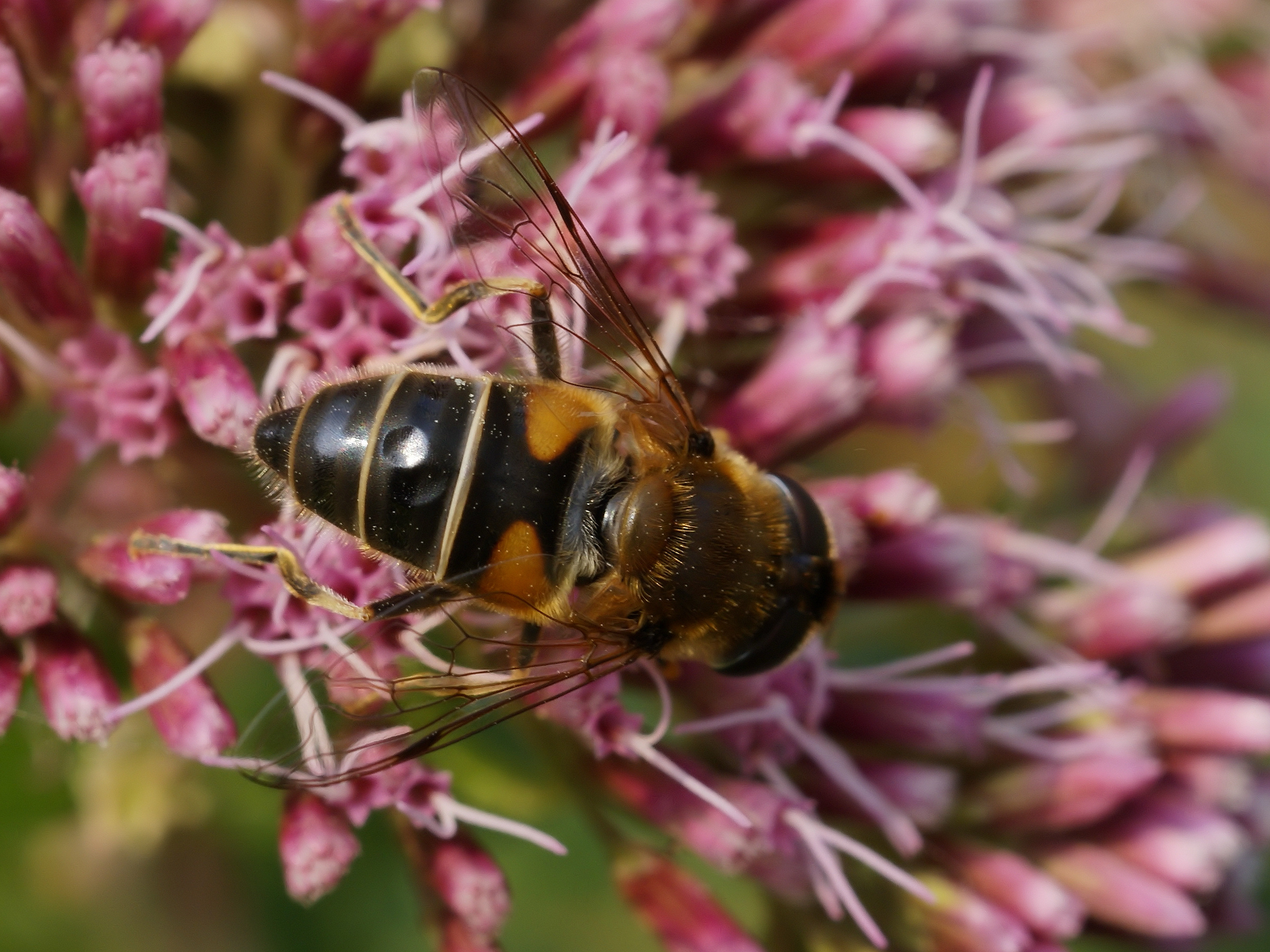
Eristalis tenax. Le sue larve vivono in acque luride e possono provocare miasi intestinali in casi di cattive condizioni igieniche.

Le larve di molti sirfidi sono saprofaghe e vivono su materiale organico in decomposizione di varia natura. In funzione della natura del substrato, si riscontrano due habitat e relative etologie completamente distinte, perciò si suole discernere fra due gruppi funzionali di sirfidi saprofagi. Questa distinzione non ha alcuna attinenza con la tassonomia, anche se esiste uniformità all'interno dei singoli generi:
- gruppo dei saprofagi acquatici, comunemente chiamati vermi a coda di topo;
- gruppo dei saprofagi terrestri.

I primi sono facilmente riconoscibili per l'habitat e per il marcato sviluppo del sifone respiratorio. Vivono in acque luride e il loro interesse è prettamente ecologico, in quanto, facendo parte delle cenosi dei decompositori, svolgono un ruolo nei processi di mineralizzazione dei cicli biogeochimici. Le larve di questi Sirfidi possono rappresentare un rischio sanitario se assunte accidentalmente in cattive condizioni igienico-sanitarie.
I Sirfidi saprofagi terrestri, oltre a rivestire interesse come organismi decompositori, mostrano una potenziale utilità come indicatori biologici del grado di maturità di un ecosistema. Le larve di questi sirfidi vivono in materiali vegetali in decomposizione (lettiere forestali, legno marcescente, ecc.), soprattutto in ecosistemi forestali ma anche in ambienti antropizzati quali, ad esempio, gli agrosistemi, le oasi ecologiche, i parchi. L'analisi comparata delle componenti sirfidiche, relative all'entomofauna in diversi habitat più o meno antropizzati, ha messo in evidenza che il numero di specie censite ha una correlazione con il livello di biodiversità degli ambienti considerati. La biodiversità è strettamente collegata al grado di maturità di un ecosistema, raggiungendo la sua massima espressione negli ecosistemi allo stadio di climax. Sotto questo aspetto, il censimento delle specie di Sirfidi saprofagi presenti in un ecosistema, può dare indicazioni sul suo stato di degrado o, al contrario, di evoluzione. Il potenziale ambito di impiego non si limita ai soli ecosistemi forestali, ma può estendersi anche al monitoraggio di aree protette di altri tipi, di agrosistemi condotti in regime di produzione integrata.
Un potenziale impiego dei sirfidi saprofagi è quello del trattamento di rifiuti organici e dei reflui. La documentazione specifica per i sirfidi è scarna e fa capo ai lavori di Lardé pubblicati negli anni ottanta sullo smaltimento e il riciclaggio dei sottoprodotti della lavorazione del caffè. Dalla prima lavorazione del caffè si ottiene la polpa di caffè, un sottoprodotto formato essenzialmente dallo scarto della polpa della drupa, di difficile smaltimento a causa dei notevoli quantitativi prodotti. Questo problema, sentito in particolare nelle regioni di coltivazione del caffè, è oggetto di ricerca finalizzata ad abbattere la carica inquinante di questo sottoprodotto. Le esperienze di Lardé, condotte fondamentalmente con larve di Ornidia obesa (Diptera: Syrphidae) e del più noto Hermetia illucens (Diptera: Stratiomyidae), hanno messo in evidenza l'utilità dell'impiego del sirfide nel trattamento della polpa. I risultati dell'allevamento consistono nella riduzione della massa organica e della carica inquinante, accompagnata dal riciclaggio delle larve e delle pupe nell'industria delle bioproteine: le dimensioni dei pupari e delle larve e il tenore in proteine, superiore al 40% sul peso secco, sono tali da giustificarne l'impiego, dopo essiccazione, come mangimi ad alto tenore proteico.

## Filogenesi
Per l'assenza della sutura frontale, i Sirfidi sono tradizionalmente inseriti nella sezione degli Aschiza, comprendente le famiglie più primitive dei Cyclorrhapha. Le analisi cladistiche, effettuate sui taxa dei Brachiceri di rango elevato, concordano sulla stretta relazione fra i Syrphidae e i Pipunculidae, che formano una linea evolutiva distinta sia dagli Schizophora, i Ciclorrafi più evoluti, sia dagli altri Aschiza (Platypezoidea sensu lato). Questo aspetto denota, da un lato, la natura parafiletica e, quindi, il carattere artificiale della sezione Aschiza, da un altro la natura monofiletica del clade Pipunculidae + Syrphidae, giustificando perciò l'inclusione di queste due famiglie nella superfamiglia dei Syrphoidea. Restano tuttavia delle incertezze sull'esatta posizione in cui si colloca, nel cladogramma dei Cyclorrhapha, il clade Syrphidae + Pipunculidae.
A prescindere sulle relazioni filogenetiche interne ai Platypezoidea sensu lato, su cui non c'è ancora consenso, gli orientamenti più recenti vedono il clade dei Syrphoidea come linea primitiva di un clade comprendente quello degli Schizophora, che Yeates et al. definiscono come "Eumuscomorpha":
| Syrphoidea | \| \| Pipunculidae \| \| \| \| \| \| Syrphidae \| \| \| \| |
|            | \| \| Pipunculidae \| \| \| \| \| \| Syrphidae \| \| \| \| |
|            | Schizophora                                                |
|            |                                                            |
|            | Pipunculidae                                               |
|            |                                                            |
|            | Syrphidae                                                  |
|            |                                                            |

|  | Pipunculidae |
|  |              |
|  | Syrphidae    |
|  |              |

| Syrphoidea | \| \| Pipunculidae \| \| \| \| \| \| Syrphidae \| \| \| \| |
|            | \| \| Pipunculidae \| \| \| \| \| \| Syrphidae \| \| \| \| |
|            | Schizophora                                                |
|            |                                                            |
|            | Pipunculidae                                               |
|            |                                                            |
|            | Syrphidae                                                  |
|            |                                                            |

|  | Pipunculidae |
|  |              |
|  | Syrphidae    |
|  |              |

## Sistematica

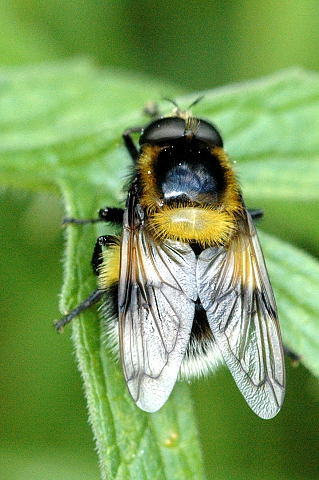
Volucella bombylans

La famiglia dei Sirfidi è una delle più ricche nell'ordine dei Ditteri. Il numero complessivo delle specie conosciute è indefinito, in quanto l'elenco è soggetto a frequenti aggiornamenti con l'aggiunta di nuove segnalazioni. Secondo fonti differenti, il numero di specie stimato varia da oltre 5000 a 5500 a oltre 6000.
Incerto è anche il numero dei generi. Questa famiglia ha destato storicamente un notevole interesse e ancora oggi sono numerosi i ditterologi che si occupano dei Sirfidi. Questo interesse ha prodotto perciò una nutrita letteratura ricca di descrizioni e revisioni. Soprattutto negli ultimi decenni si sono succedute molteplici revisioni che hanno condotto ad uno stato di confusione per la coesistenza di numerose classificazioni discordanti per vari motivi:
- errori ortografici (misspelling)
- errate determinazioni
- sinonimie
- proposte di riduzione al rango di sottogenere di numerosi generi.

Quest'ultimo aspetto è quello che presenta la criticità più marcata: negli ultimi decenni si è sviluppata la tendenza a raccogliere generi affini come sottogeneri di un unico taxon, soprattutto sulla base di analisi cladistiche in stato di continua rielaborazione. Perciò le proposte di revisione, per quanto autorevoli, non sempre sono accolte nella pubblicazione delle banche dati e dei cataloghi, che spesso fanno riferimento a nomenclature storicamente riconosciute ma probabilmente obsolete. Thompson (2005) indica in 293 il numero di generi. Questo dato, basato sulla nomenclatura adottata fino agli anni settanta è in evidente contrasto con i lavori a cui lo stesso Thompson ha preso parte: nel secondo volume del Manual of Nearctic Diptera (1987), Vockeroth & Thompson indicano 180 generi e, nel terzo volume del Manual of Palearctic Diptera (1998), Thompson & Rotheray indicano 188 generi. Il BioSystematic Database of World Diptera, mantenuto da Thompson et al. e aggiornato con l'adozione dello spostamento di numerosi generi storici al rango di sottogenere, supporta le impostazioni, in materia di nomenclatura, riportate nei due manuali del 1987 e del 1998, poiché sarebbero circa 200 i nomi dei generi ritenuti validi.

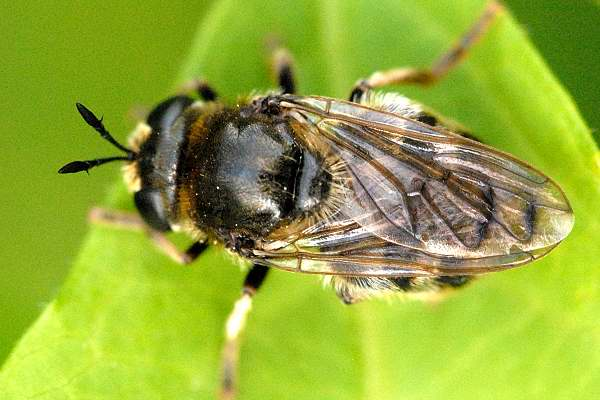
Microdon analis

Analogamente incerta e confusa è la suddivisione tassonomica nei taxa intermedi fra quello di famiglia e quello di generi. Mentre c'è una sostanziale omogeneità, in letteratura, nella suddivisione in sottofamiglie, a prescindere dalle sinonimie, gli schemi di suddivisione in tribù e sottotribù sono alquanto variegati, sia per le molteplici sinonimie sia per gli accorpamenti di taxa o gli scorpori. L'attuale orientamento è quello di mantenere uno stato di provvisorietà in attesa degli sviluppi dell'analisi cladistica: la classificazione tradizionale si basa fondamentalmente sulla morfologia degli adulti anche nelle analisi cladistiche, ma recenti lavori, che stanno approfondendo le relazioni filogenetiche basate sui caratteri larvali, stanno conducendo a schemi tassonomici nettamente differenti da quelli tradizionali. In particolare, l'analisi dei caratteri larvali porterebbe alla conclusione che il genere Volucella è polifiletico e questa condizione, unitamente ad altre, stravolgerebbe l'attuale schema di classificazione rendendolo obsoleto. Allo stato attuale, la tassonomia dei Sirfidi si basa fondamentalmente sullo schema definito da Thompson & Rotheray nel Manual of Palearctic Diptera (1998), ma gli Autori ribadiscono la provvisorietà di questa suddivisione, in attesa di una generale ed esaustiva revisione che riassuma, nel complesso, sia i caratteri degli adulti sia quelli delle larve.

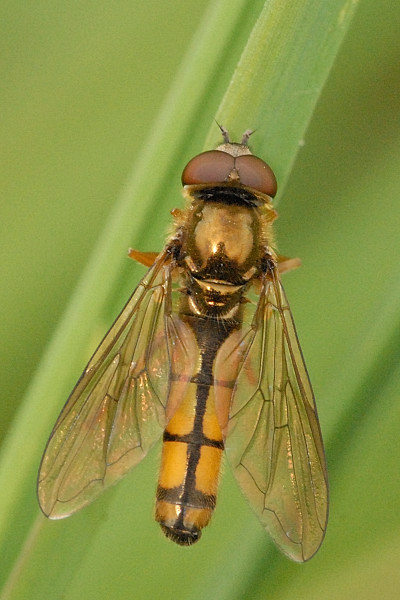
Platycheirus fulviventris

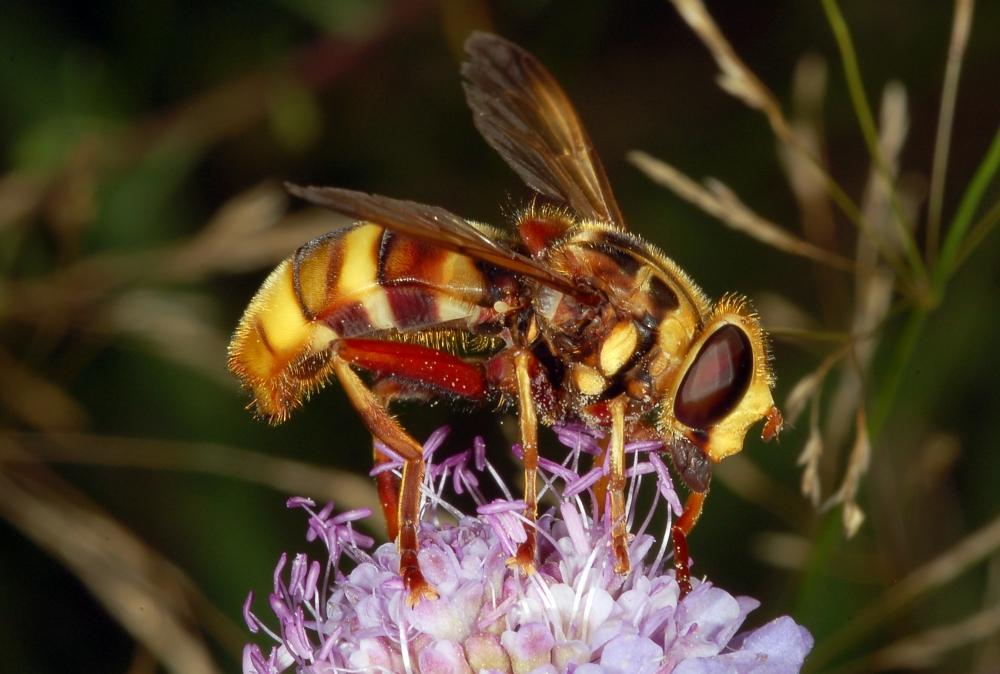
Milesia crabroniformis

Prescindendo dalle suddette considerazioni, la suddivisione di Thompson & Rotheray si articola in tre sottofamiglie e 14 tribù, di cui 10 nella sottofamiglia degli Eristalinae e quattro nella sottofamiglia dei Syrphinae. I Microdontinae sono invece formati da un unico raggruppamento di generi, non considerato come tribù.
- Sottofamiglia Eristalinae
  - Tribù Brachyopini (=Chrysogasterini)
  - Tribù Callicerini
  - Tribù Cerioidini (=Ceriini)
  - Tribù Eristalini (=Sericomyiini)
  - Tribù Eumerini (=Merodontini)
  - Tribù Milesiini (=Xylotini)
  - Tribù Pipizini
  - Tribù Rhingiini (=Cheilosiini)
  - Tribù Spheginobacchini
  - Tribù Volucellini
- Sottofamiglia Microdontinae
- Sottofamiglia Syrphinae
  - Tribù Bacchini (=Melostomatini)
  - Tribù Paragini
  - Tribù Syrphini (=Chrysotoxini)
  - Toxomerini

Lo schema precedente diverge in modo sostanziale da alcuni schemi che sono ampiamente ricorrenti, come succede ad esempio per i Milesiini, spesso scorporati in due tribù distinte (Milesiini sensu stricto e Xylotini) o l'uso del sinonimo Merodontini in luogo di Eumerini.

## Fossili
La famiglia è ampiamente rappresentata nei reperti fossili del Cenozoico dall'Eocene al Miocene, con oltre 80 specie descritte. A questi si aggiungono inoltre altri reperti fossili non determinati risalenti al Cenozoico (Eocene e Miocene) e al Cretaceo. In ogni modo, nessun fossile classificato risale al Cretaceo.
Quasi un terzo delle specie determinate sono attribuite a generi esistenti e non si rilevano sostanziali differenze morfologiche fra i fossili e le specie viventi. Le restanti specie sono attribuite a generi estinti, ma la classificazione è ritenuta, nella maggior parte dei casi, obsoleta: una parte sostanziale della documentazione sui generi estinti si deve ai lavori di Hull negli anni quaranta, con classificazioni basate su criteri ormai superati, perciò gran parte della classificazione dei generi estinti resta indeterminata e necessita di una sostanziale revisione.

## Distribuzione

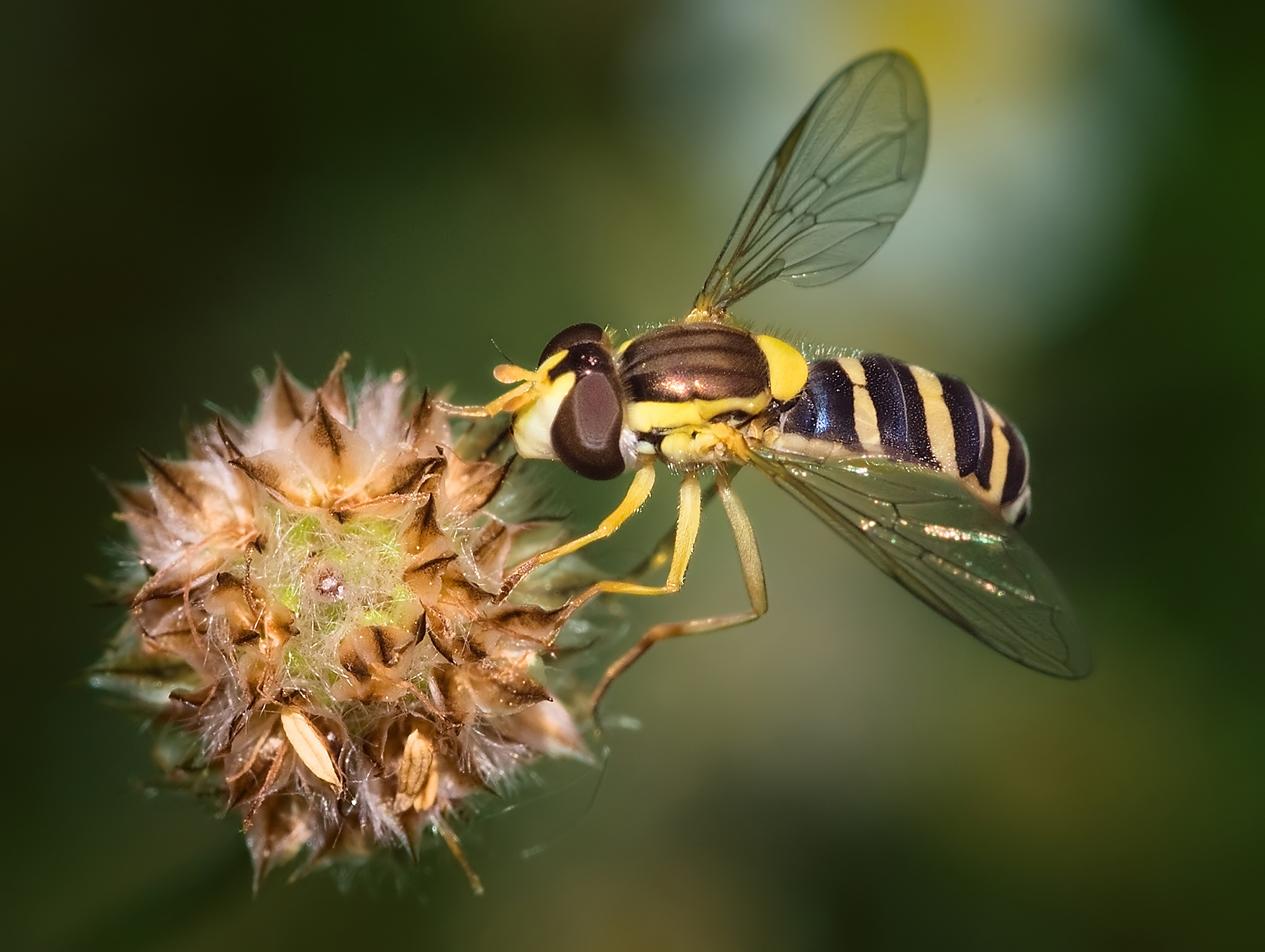
Sphaerophoria scripta

La famiglia dei Sirfidi è cosmopolita. È presente in quasi tutte le regioni del pianeta, fatta eccezione per le regioni desertiche del Vecchio Continente, l'Antartide e le isole prossime al continente antartico. La distribuzione vede una particolare concentrazione nell'emisfero boreale, dove l'areale si estende fino alle latitudini più estreme. Almeno dieci sono i generi cosmopoliti e ad ampia distribuzione: Allograpta, Ceriana, Eristalinus, Eristalis, Eumerus, Eupeodes, Microdon, Milesia, Syritta e Xanthandrus. Altri undici generi hanno un'ampia distribuzione e sono assenti o non segnalati solo in una regione: Chrysotoxum, Mallota, Myolepta, Syrphus, e Rhingia mancano solo nell'Australasia, Melanostoma, Merodon Paragus, Sphaerosphoria e Xylota nell'ecozona neotropicale, Platycheirus nell'ecozona afrotropicale.
Secondo il catalogo di Fauna Europaea, in Europa sono presenti circa 830 specie ripartite fra 91 generi. La nomenclatura adottata dalla banca dati, tuttavia, tratta al rango di genere anche i sottogeneri. Adottando quella del BioSystematic Database of World Diptera, il numero di generi europei si riduce a 76, comprendendo 14 sottogeneri e un sinonimo minore.
Nel complesso, il catalogo dei Sirfidi europei, in base alla classificazione di Thompson & Rotheray, è riassunto nella seguente tabella:
| Sottofamiglia | Tribù            | Specie            | Generi            | Generi più rappresentativi per numero di specie                                      |
| ------------- | ---------------- | ----------------- | ----------------- | ------------------------------------------------------------------------------------ |
| Eristalinae   | Brachyopini      | 85                | 8                 | Orthonevra (21), Brachyopa (15), Chrysogaster (15)                                   |
| Eristalinae   | Callicerini      | 7                 | 1                 | Ceriana                                                                              |
| Eristalinae   | Cerioidini       | Assenti in Europa | Assenti in Europa | Assenti in Europa                                                                    |
| Eristalinae   | Eristalini       | 63                | 7                 | Eristalis (20), Mallota (10), Sericomyia (10)                                        |
| Eristalinae   | Eumerini         | 147               | 3                 | Merodon (84), Eumerus (59)                                                           |
| Eristalinae   | Milesiini        | 63                | 15                | Xylota (13), Chalcosyrphus (12)                                                      |
| Eristalinae   | Pipizini         | 50                | 5                 | Pipizella (19), Pipiza (15), Heringia (11)                                           |
| Eristalinae   | Rhingiini        | 153               | 7                 | Cheilosia (135)                                                                      |
| Eristalinae   | Spheginobacchini | Assenti in Europa | Assenti in Europa | Assenti in Europa                                                                    |
| Eristalinae   | Volucellini      | 7                 | 2                 | Volucella (6)                                                                        |
| Microdontinae |                  | 6                 | 1                 | Microdon                                                                             |
| Syrphinae     | Bacchini         | 64                | 7                 | Platycheirus (51)                                                                    |
| Syrphinae     | Paragini         | 27                | 1                 | Paragus                                                                              |
| Syrphinae     | Syrphini         | 148               | 18                | Eupeodes (21), Sphaerophoria (21), Chrysotoxum (20), Epistrophe (13), Melangyna (13) |
| Syrphinae     | Toxomerini       | Assenti in Europa | Assenti in Europa | Assenti in Europa                                                                    |

In Italia, come in molte altre regioni, il numero di Sirfidi si arricchisce di anno in anno con la descrizione di nuove specie. Una lista della fauna italiana del 1995 segnalava la presenza in Italia di circa 440 specie e attualmente il numero di specie segnalate è salito a circa 500.